# TER Bourgogne
TER Bourgogne — региональная железнодорожная сеть, проходящая через Бургундию, Франция.

## Сеть магистралей
- Дижон — Бон — Шалон-сюр-Сон — Макон — Лион (artère impériale)
- Дижон — Монбар — Гар де Ларош — Париж (artère impériale)
- Дижон — Шаньи — Ле-Крезо — Невер
- Шалон-сюр-Сон — Ле-Крезо — Невер
- Дижон — Луан — Бурк-ан-Брес
- Дижон — Монсо ле Мин — Мулен — Клермон-Ферран
- Шалон-сюр-Сон — Монсо ле Мин — Паре-ле-Моньяль — Лион (Линия Паре-Лион)
- Кон-Кур-сюр-Луар — Невер
- Невер — Мулен — Клермон-Ферран
- Этан-сюр-Арру — Отён — Авалон — Осер — Гар де Ларош
- Корбиньи — Кламси — Осер — Гар де Ларош
- Осер — Париж
- Дижон — Лангр

## Сеть дорог
- Отён — Гар ду Крезо-TGV
- Paray-le-Monial — Гар ду Крезо-TGV
- Шатильон-сюр-Сен — Монбар
- Корбиньи — Авалон — Монбар
- Сольё — Монбар
- Отён — Шалон-сюр-Сон

## Подвижной состав
- SNCF Class Z 5600
- SNCF Class Z 5300